# Aphodius sordidus
Aphodius sordidus (лат.) — вид пластинчатоусых жуков из подсемейства афодиин. Распространён в Северной и Центральной Европе и Азии до Японии.
Имаго длиной 5—7 мм. Надкрылья матовые, шагренированные; иногда на надкрылья имеются чёрные пятна около плечевых бугров и вершин.

## Синонимы
В синонимику вида входят следующие биномены:
- Agrilinus sordidus (Fabricius, 1775)
- Bodilopsis sordida (Fabricius, 1775)
- Bodilus sordidus (Fabricius, 1775)